# FC Bălți
Actualités
Dernière mise à jour : 26 mai 2021.
Le FC Bălți est un club moldave de football fondé en 1984 et basé à Bălți. Il évolue actuellement dans le championnat de Moldavie de football. Son stade est le Stade Olimpia Bălți.

## Historique

Ancien logo de l'Olimpia Bălți

Ancien logo du Zaria Bălți

- 1984 : fondation du club sous le nom de Zaria Bălți
- 1992 : le club est renommé Olimpia Bălți
- 1992 : première participation au championnat de 1re division (saison 1992)
- 2010 : première participation à une Coupe d'Europe (C3, saison 2010/11)
- 2014 : le club est renommé Zaria Bălți
- 2020 : le club est renommé FC Bălți

## Bilan sportif

### Palmarès
- Coupe de Moldavie (1)
  - Vainqueur en 2016.
  - Finaliste en 2011, 2017 et 2023.

- Supercoupe de Moldavie
  - Finaliste en 2016.

- Championnat de Moldavie de deuxième division (1)
  - Champion : 2021

### Bilan européen
Le FC Bălți a participé pour la première fois à la Ligue Europa en 2010-2011 après avoir terminé troisième du championnat de Moldavie en 2009-2010.
Lors du premier tour de qualification, l'Olimpia Bălți est opposé au club azerbaïdjanais du FK Khazar Lankaran. Le match aller se déroule le 1er juillet 2010 à domicile et se termine sur le score de 0-0. Le match retour a lieu le 8 juillet 2010 et se termine sur le score de 1-1, le but moldave étant marqué par l'attaquant haïtien Jean-Robens Jerome (en). Le FC Olimpia Bălți se qualifie donc grâce à la règle des buts marqués à l'extérieur.
Pour le second tour de qualifiaction, l'Olimpia Bălți affronte les Roumains du FC Dinamo Bucarest. Le match aller a lieu le 15 juillet 2010 et voit le club roumain s'imposer 2-0en Moldavie. Le match retour a lieu à Bucarest le 22 juillet 2010 et le Dinamo s'impose sur le score de 5-1, le but de Bălți étant marqué par le Nigérian Julius Adaramola (en). Le FC Olimpia Bălți est donc éliminé de la compétition.
Note : dans les résultats ci-dessous, le score du club est toujours donné en premier
| Saison    | Compétition  | Tour            | Club             | Domicile | Extérieur | Total             |
| --------- | ------------ | --------------- | ---------------- | -------- | --------- | ----------------- |
| 2010-2011 | Ligue Europa | Premier tour Q  | Khazar Lankaran  | 0 - 0    | 1 - 1     | 1 - 1E            |
| 2010-2011 | Ligue Europa | Deuxième tour Q | Dinamo Bucarest  | 0 - 2    | 1 - 5     | 1 - 7             |
| 2016-2017 | Ligue Europa | Premier tour Q  | Videoton FC      | 2 - 0    | 0 - 3     | 2 - 3             |
| 2017-2018 | Ligue Europa | Premier tour Q  | FK Sarajevo      | 2 - 1    | 1 - 2     | 3 - 3 (6 - 5 tab) |
| 2017-2018 | Ligue Europa | Deuxième tour Q | Apollon Limassol | 0 - 2    | 1 - 5     | 1 - 7             |
| 2018-2019 | Ligue Europa | Premier tour Q  | Górnik Zabrze    | 1 - 1    | 0 - 1     | 1 - 2             |

Légende
- Victoire ou qualification pour le tour suivant
- Match nul
- Défaite ou élimination de la compétition

## Joueurs notables
- Victor Berco
- Stéphane N'Guéma
- Gheorghe Ovseanicov
- Serghei Rogaciov